# Diggins
Diggins é uma vila localizada no estado americano de Missouri, no Condado de Webster.

## Demografia
Segundo o censo americano de 2000, a sua população era de 298 habitantes.
Em 2006, foi estimada uma população de 337, um aumento de 39 (13.1%).

## Geografia
De acordo com o United States Census Bureau tem uma área de
2,1 km², dos quais 2,1 km² cobertos por terra e 0,0 km² cobertos por água.

## Localidades na vizinhança
O diagrama seguinte representa as localidades num raio de 24 km ao redor de Diggins.